# Fuenterrabía
Fuenterrabía (oficialmente en euskera: Hondarribia) es una ciudad y municipio del País Vasco, España, situado en el extremo noreste de la provincia de Guipúzcoa, a unos 20 km al este de la capital, San Sebastián, en la desembocadura del río Bidasoa, que hace de frontera natural con Hendaya (Francia). Cuenta con una población de 16 929 habitantes (INE 2024). Forma parte de un área metropolitana transfronteriza, la Eurociudad Vasca Bayona-San Sebastián, con más de 620 000 habitantes. Fuenterrabía forma parte de la Eurociudad a través del Consorcio Transfronterizo Bidasoa Txingudi, con las ciudades de Irún y Hendaya. El objetivo de esta cooperación regional es dinamizar proyectos innovadores, atraer inversiones comunes y armonizar un modelo de desarrollo social, territorial y urbano sostenible.
Es una localidad de carácter turístico y residencial. En ella se encuentra el aeropuerto de San Sebastián, conocido por su ubicación también como aeropuerto de Fuenterrabía.

## Toponimia
El nombre en vasco de la localidad, Hondarribia, tiene el significado de 'el vado de arena' (hondar: 'arena', ibi: 'vado') y que además, a decir de los historiadores, podría tener relación con la configuración del espacio donde se asentó la población. A lo largo de la historia se ha escrito de diversas maneras, como Hundarribia, Ondarribia u Ondarrabia. La mención escrita más antigua data del siglo XII, y aparece por primera vez en la forma actual en un documento de finales del siglo XVIII.
Otra teoría es la que propone un origen gascón, ya que hond es en gascón antiguo 'fuente', y arrabia corresponde al francés ravine, 'quebrada' o 'barranco'. De hecho, el gascón fue una de las lenguas, aparte del euskera, utilizadas por la población en la época Medieval y renacentista.
El nombre romance castellano de la población procede de la forma latina documentada en el siglo XIII, Fontem Rapidam, en la cual el segundo elemento evoluciona normalmente en rabia, que en lengua común se sustituye por rauda, pero que se conserva muchas veces en la toponimia, caso por ejemplo de la localidad cántabra de La Rabia. El siguiente fenómeno que se produjo, ya en época Medieval, es la dislocación del acento, que entre otras cosas evita la homonimia con 'rabia', y explica la forma castellana Fuenterrabía, con el significado de 'fuente rápida'.
Hasta 1980 el nombre oficial del municipio fue Fuenterrabía, siendo cambiado a Hondarribia en aquel año por decisión del propio ayuntamiento. Desde 1989 Hondarribia es reconocida como la única denominación oficial del municipio y en todos los indicadores de carretera aparece únicamente con esa denominación. Ello no es óbice para que la población siga siendo ampliamente conocida por su nombre en español, Fuenterrabía.[cita requerida]
Los habitantes de Fuenterrabía son denominados fuenterribenses[cita requerida] en castellano (gentilicio inusual) y hondarribiarras u hondarribitarras en vasco (se utiliza normalmente, incluso hablando en castellano y en francés). Los naturales de Fuenterrabía suelen recibir el apodo de vikingos,[cita requerida] según una creencia popular no demostrada debido a que se dice que hay bastantes más personas rubias en Fuenterrabía que en las localidades limítrofes, lo que se ha solido achacar a la herencia de antiguas incursiones vikingas.[cita requerida] Pero este apodo hasta hace unos años ha solido tener connotaciones despectivas y solo se aplicaba a gente de brusco comportamiento y originarias del barrio portuarra (barrio de La Marina), no a los de barrios rurales. Desde hace un par de décadas, sin embargo, ese apelativo ha ido ganando popularidad entre los jóvenes.
En la actualidad, al nombrar la ciudad coloquialmente tanto en euskera como en castellano, sus habitantes más mayores la llaman Hondárbia u Hondárbiya (con fuerte acento), y desde aproximadamente mediados de los años ochenta del siglo pasado, los adultos y la juventud de la ciudad la denomina coloquialmente Honddarbi (pronunciación aproximada Honyarbi).

## Geografía

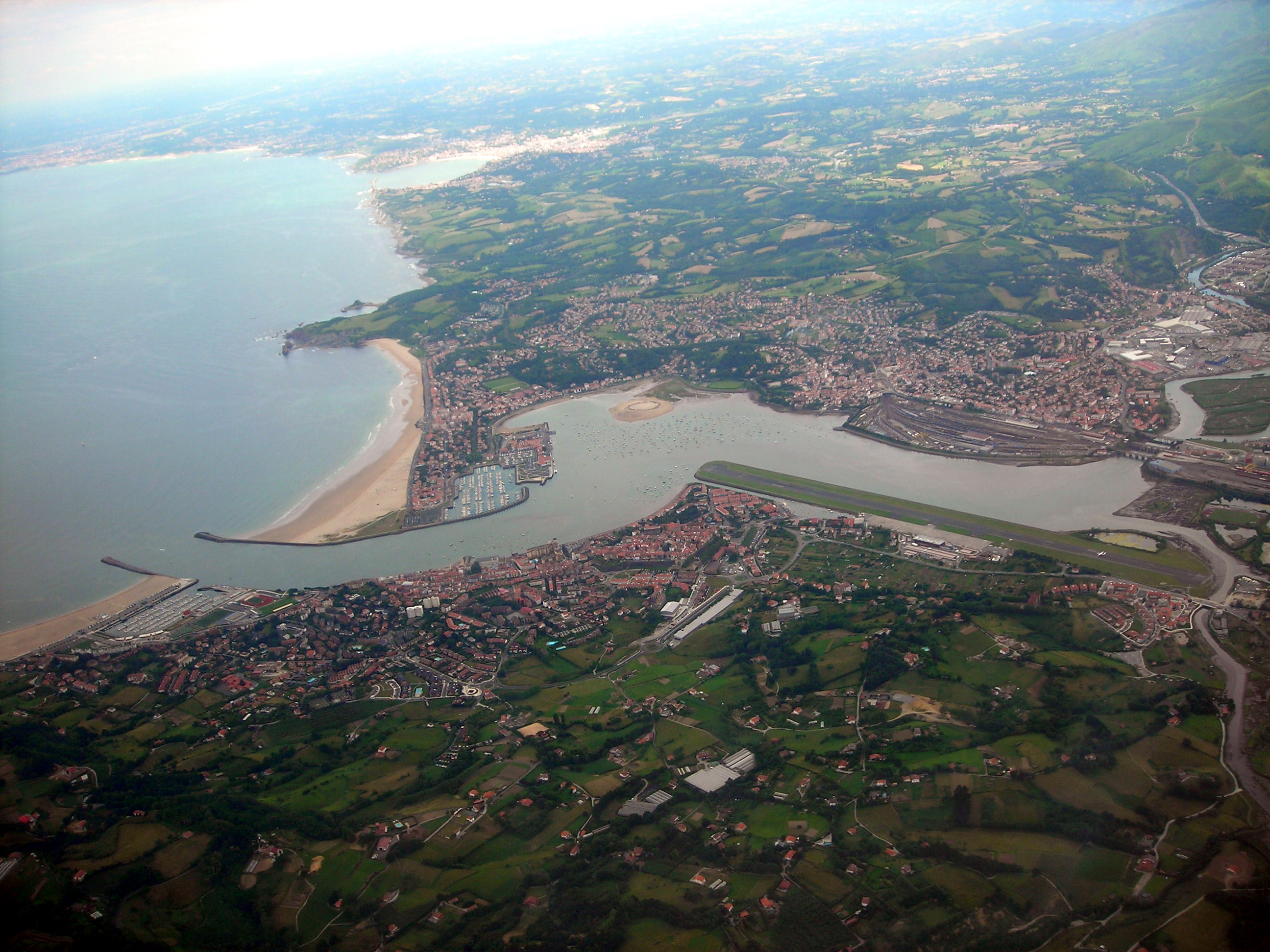
Vista aérea de Fuenterrabía y Hendaya

Fuenterrabía está ubicada en la orilla oeste de la bahía de Chingudi. Esta bahía está formada por la desembocadura del río Bidasoa en el Cantábrico, y prolonga la frontera internacional entre España y Francia que ya dibujaba el río Bidasoa en su último tramo. Un estuario formado antiguamente por amplias superficies de marismas entre las que discurría el curso del río hasta desembocar en los amplios arenales que definían el contacto con el mar. Alrededor de dicha bahía se disponen las localidades de Fuenterrabía, Irún (por la parte sur) y la vasco-francesa de Hendaya (en la orilla este) configurando un consorcio transfronterizo conocido como Bidasoa-Chingudi.
La primitiva ubicación de Fuenterrabía era una pequeña altura que dominaba la bahía, aunque en la actualidad la ciudad ha crecido por los terrenos llanos que la rodeaban. Estos terrenos cercanos a la bahía eran antiguamente marismas y arenales que fueron desecados en gran parte y cubiertos de huertas. Actualmente están sujetos a una gran presión demográfica y de construcción de edificaciones. Todavía subsisten vestigios de la antigua condición de la zona y se conservan algunas zonas lacustres, así como canales.
Hacia el sudoeste el término municipal de Fuenterrabía se prolonga por una zona de colinas bajas de escasa altitud que están drenadas por pequeños afluentes del Bidasoa, entre los que destaca la regata de Jaizubia.
Por el noroeste, el panorama cambia totalmente, ya que se encuentra la mole del monte Jaizquíbel. Este monte corre paralelo al Mar Cantábrico de este a oeste con una altura media de 400 m, que tiene su punto culminante en el pico de San Enrique (547 m) situado justo en el límite occidental del término municipal. La costa está formada por acantilados, con la excepción de alguna pequeña cala y ensenada. Por el sur cae de forma bastante escarpada hacia la zona baja del municipio antes comentada.
En el límite oriental del monte y cerca de la población de Fuenterrabía se encuentra el cabo Higuer. Este accidente geográfico, que se puede considerar como el comienzo (o fin) del Jaizquíbel o del Pirineo, protege la bahía de Chingudi y la playa de Fuenterrabía de los embates del mar Cantábrico.
Fuenterrabía cuenta con una gran playa, situada entre el cabo Higuer y el pueblo, que es el vestigio de los arenales que antaño ocupaban gran parte de la zona, actualmente limitado por un espigón diseñado por el prestigioso ingeniero Ramón Iribarren.

### Barrios
Fuenterrabía tiene dos barrios históricos que configuran la parte más antigua y monumental de su casco urbano:
- La parte vieja o casco viejo (oficialmente en euskera: Alde Zaharra). Se corresponde al casco histórico amurallado. Es un conjunto con numerosos edificios de interés artístico e histórico donde según el INE en 2024 vivían 1826 personas.
- Barrio de La Marina (oficialmente en euskera: Portua). Era el antiguo barrio de los pescadores situado extramuros y que presenta una arquitectura de carácter popular con casas tradicionales de pescadores de colores vivos. 2527 personas en 2024.

#### Otros barrios
- Akartegi. 5179 habitantes en 2024.
- Amute. El barrio de Amute se ubica en la bahía de Chingudi junto a las pistas del aeropuerto de San Sebastián.
- Arkolla. 258 habitantes en 2024.
- Kosta. Se halla también cerca de la bahía y del aeropuerto, cuya denominación viene dada así por ser parte del mismo un terreno de marismas rellenado donde antiguamente estaba situado el puerto pesquero del municipio (zona de Txiplao). Amute y Kosta tenían en 2024 entre ambos 1706 habitantes.
- Montaña (en euskera: Gornutz, oficialmente Gornutz (Montaña)). Abarca el entorno del faro de cabo Higuer. 81 habitantes censados en 2024.
- Jaitzubia: una serie de caseríos dispersos y una urbanización residencial en las laderas más bajas del monte Jaizquíbel y en las inmediaciones del campo de golf. 1608 habitantes en 2024.
- Mendelu: está situado en el límite con el término municipal de Irún, entre este y el barrio de Amute, del que está separado por un canal. censados 689 habitantes en 2024.
- Puntal, antaño conocido como Lonja, por el citado edificio (oficialmente en euskera: Puntalea). Censados 873 habitantes en 2024.
- Semisarga (oficialmente en euskera: Zimizarga): es un barrio de caseríos y zonas residenciales situado en la subida al monte Jaizquíbel. 2018 habitantes en 2024.

### Localidades limítrofes
Fuenterrabía forma una conurbación transfronteriza con las localidades vecinas de Hendaya (Pirineos Atlánticos, Francia) e Irún.
Fuenterrabía e Irún están separados por unos escasos 4,5 km y solo hay 6,5 km del centro de Fuenterrabía al de Hendaya (yendo por carretera).
| Noroeste: Golfo de Vizcaya | Norte: Golfo de Vizcaya | Nordeste: Golfo de Vizcaya y bahía de Chingudi |
| Oeste: Pasajes y Lezo      |                         | Este: Hendaya (Francia)                        |
| Suroeste: Lezo e Irún      | Sur: Irún               | Sureste: Irún                                  |

### Clima
De acuerdo con la clasificación climática de Köppen, el clima de Fuenterrabía es oceánico (Cfb), de transición con el clima subtropical húmedo (Cfa).
| Parámetros climáticos promedio de Observatorio del aeropuerto de San Sebastián (municipio de Fuenterrabía) (4 m s. n. m. ) (periodo de referencia: 1991-2020, extremos: 1955-presente) | Parámetros climáticos promedio de Observatorio del aeropuerto de San Sebastián (municipio de Fuenterrabía) (4 m s. n. m. ) (periodo de referencia: 1991-2020, extremos: 1955-presente) | Parámetros climáticos promedio de Observatorio del aeropuerto de San Sebastián (municipio de Fuenterrabía) (4 m s. n. m. ) (periodo de referencia: 1991-2020, extremos: 1955-presente) | Parámetros climáticos promedio de Observatorio del aeropuerto de San Sebastián (municipio de Fuenterrabía) (4 m s. n. m. ) (periodo de referencia: 1991-2020, extremos: 1955-presente) | Parámetros climáticos promedio de Observatorio del aeropuerto de San Sebastián (municipio de Fuenterrabía) (4 m s. n. m. ) (periodo de referencia: 1991-2020, extremos: 1955-presente) | Parámetros climáticos promedio de Observatorio del aeropuerto de San Sebastián (municipio de Fuenterrabía) (4 m s. n. m. ) (periodo de referencia: 1991-2020, extremos: 1955-presente) | Parámetros climáticos promedio de Observatorio del aeropuerto de San Sebastián (municipio de Fuenterrabía) (4 m s. n. m. ) (periodo de referencia: 1991-2020, extremos: 1955-presente) | Parámetros climáticos promedio de Observatorio del aeropuerto de San Sebastián (municipio de Fuenterrabía) (4 m s. n. m. ) (periodo de referencia: 1991-2020, extremos: 1955-presente) | Parámetros climáticos promedio de Observatorio del aeropuerto de San Sebastián (municipio de Fuenterrabía) (4 m s. n. m. ) (periodo de referencia: 1991-2020, extremos: 1955-presente) | Parámetros climáticos promedio de Observatorio del aeropuerto de San Sebastián (municipio de Fuenterrabía) (4 m s. n. m. ) (periodo de referencia: 1991-2020, extremos: 1955-presente) | Parámetros climáticos promedio de Observatorio del aeropuerto de San Sebastián (municipio de Fuenterrabía) (4 m s. n. m. ) (periodo de referencia: 1991-2020, extremos: 1955-presente) | Parámetros climáticos promedio de Observatorio del aeropuerto de San Sebastián (municipio de Fuenterrabía) (4 m s. n. m. ) (periodo de referencia: 1991-2020, extremos: 1955-presente) | Parámetros climáticos promedio de Observatorio del aeropuerto de San Sebastián (municipio de Fuenterrabía) (4 m s. n. m. ) (periodo de referencia: 1991-2020, extremos: 1955-presente) | Parámetros climáticos promedio de Observatorio del aeropuerto de San Sebastián (municipio de Fuenterrabía) (4 m s. n. m. ) (periodo de referencia: 1991-2020, extremos: 1955-presente) |
| Mes | Ene. | Feb. | Mar. | Abr. | May. | Jun. | Jul. | Ago. | Sep. | Oct. | Nov. | Dic. | Anual |
| --- | --- | --- | --- | --- | --- | --- | --- | --- | --- | --- | --- | --- | --- |
| Temp. máx. abs. (°C) | 25.2 | 28.6 | 30.0 | 32.4 | 36.6 | 42.7 | 42.2 | 40.7 | 38.0 | 33.4 | 29.4 | 26.0 | 42.7 |
| Temp. máx. media (°C) | 13.2 | 13.8 | 16.2 | 17.8 | 20.8 | 23.2 | 25.1 | 25.9 | 23.9 | 20.9 | 16.3 | 13.8 | 19.2 |
| Temp. media (°C) | 9.2 | 9.5 | 11.8 | 13.5 | 16.5 | 19.2 | 21.2 | 21.8 | 19.5 | 16.6 | 12.2 | 9.9 | 15.1 |
| Temp. mín. media (°C) | 5.1 | 5.1 | 7.4 | 9.1 | 12.2 | 15.3 | 17.4 | 17.7 | 15.1 | 12.2 | 8.1 | 6.0 | 10.9 |
| Temp. mín. abs. (°C) | -12.0 | -13.0 | -5.2 | -1.2 | 3.0 | 5.3 | 7.8 | 8.4 | 4.6 | 0.8 | -5.8 | -8.4 | -13.0 |
| Precipitación total (mm) | 164 | 139 | 129 | 141 | 123 | 102 | 90 | 109 | 137 | 158 | 220 | 176 | 1688 |
| Días de precipitaciones (≥ 1 mm) | 13.4 | 11.9 | 11.9 | 13.2 | 12.0 | 10.2 | 9.6 | 9.6 | 10.4 | 11.3 | 13.6 | 12.5 | 139.6 |
| Días de nevadas (≥ 0.01 mm) | 0.6 | 0.8 | 0.2 | 0.0 | 0.0 | 0.0 | 0.0 | 0.0 | 0.0 | 0.0 | 0.0 | 0.3 | 2.0 |
| Horas de sol | 84 | 107 | 146 | 165 | 189 | 189 | 205 | 208 | 177 | 136 | 90 | 81 | 1790 |
| Humedad relativa (%) | 75 | 72 | 70 | 71 | 71 | 73 | 74 | 74 | 74 | 75 | 76 | 75 | 74 |
| Fuente: Agencia Estatal de Meteorología | | | | | | | | | | | | | |

Los récords climatológicos más destacados registrados en el observatorio del aeropuerto de San Sebastián desde 1955 para la temperatura y desde 1956 para la precipitación y el viento, son los siguientes: La temperatura máxima absoluta de 42,2 °C registrada el 30 de julio de 2020, que finalmente fue superada por la temperatura de 42,8 °C, registrada el 17 de junio de 2022. La temperatura mínima absoluta de -13.0 registrada el 3 de febrero de 1956, la precipitación máxima en un día de 214 mm el 24 de septiembre de 1959, y la máxima racha de viento de 154 km/h registrada el 15 de enero de 1975.

## Historia
Los rastros más antiguos de presencia humana en el término municipal de Fuenterrabía se remontan al periodo del Eneolítico-Bronce. Se trata de varios dólmenes y crómlechs situados en el monte Jaizquíbel. Ánforas y otros restos descubiertos sugieren que durante la época romana fuera un fondeadero de naves.
La fundación de la población como villa se realiza en 1203, cuando el rey castellano Alfonso VIII le concede la Carta Puebla y el Fuero de San Sebastián, a cuya jurisdicción había pertenecido hasta ese momento. Este hecho se produjo escasamente tres años después de que Guipúzcoa y el norte de Álava fueran conquistadas por el Reino de Castilla. Es necesario aclarar que anteriormente ya existía un núcleo poblacional seguramente desarrollado, como acredita el fuero concedido en el año 1180 por el rey Sancho el Sabio de Navarra a San Sebastián, donde la población aparecía nombrada como Undarribia. Anteriormente, se tiene constancia de que los reyes de Navarra realizaban excursiones para cazar en la zona, siendo muy probable que existiera una pequeña residencia para la caza rodeada de algunas otras edificaciones.

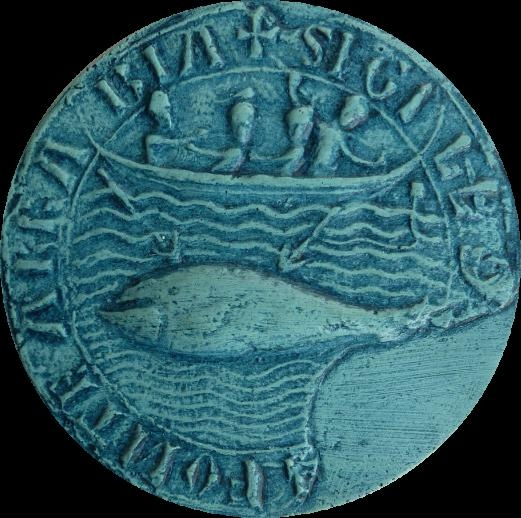
Sello de la ciudad, 1335

Mapa dibujado a mano en 1699 por Leonardus de Ferrarys de Fuenterrabía, España.

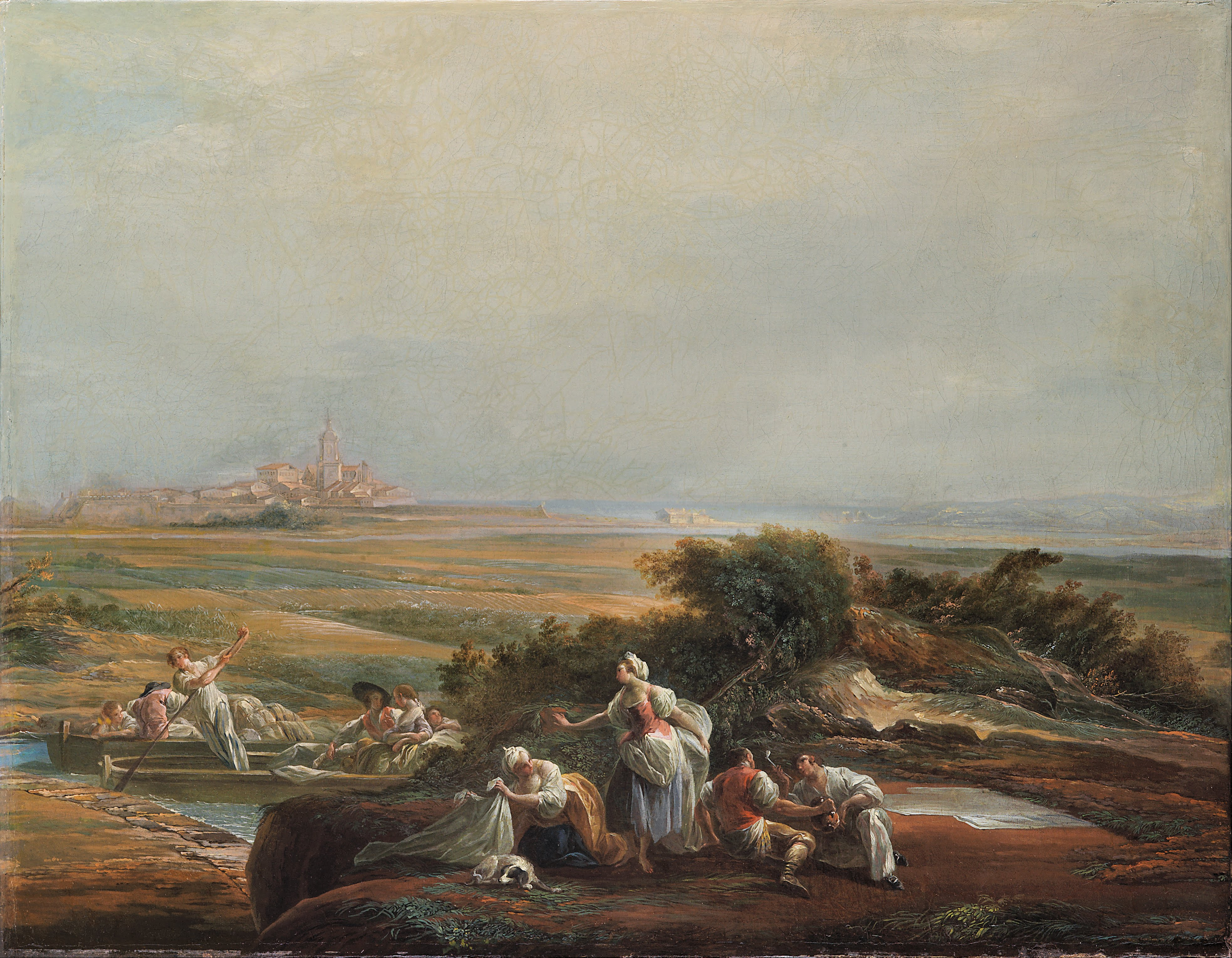
Luis Paret, Vista de Fuenterrabía (fragmento), 1786 (Museo de Bellas Artes de Bilbao)

Originalmente la jurisdicción de Fuenterrabía se extendía desde el río Bidasoa hasta la bahía de Pasajes (entonces Puerto de Oiarso u Oiartzun). Quedaban por tanto dentro de su jurisdicción Irún, Lezo, el valle de Oyarzun, Rentería y Pasajes de San Juan. Estas localidades irían separándose con el paso de los años de Fuenterrabía, empezando por Rentería y Oyarzun en el siglo XIV, siguiendo por Irún en 1766, Pasajes de San Juan en 1771 y finalmente Lezo en 1833.
Fuenterrabía tuvo en el momento de su fundación un gran valor estratégico tanto para el Reino de Navarra como para Castilla tras su paulatina conquista. Por un lado permitía establecer contacto terrestre entre el Reino de Castilla y el Reino de Francia, estado en el que los monarcas castellanos contaban con feudos e importantes intereses; por otro lado permitía estrangular la salida natural de Navarra al mar a través del río Bidasoa y, por último, brindaba a Castilla un nuevo puerto marítimo y un control sobre Francia.
El emplazamiento estratégico de Fuenterrabía frente a la costa vasca del Reino de Francia y la presencia en sus inmediaciones de vados que permitían cruzar el Bidasoa convirtieron a la localidad en una plaza fuerte de importancia. La localidad fue amurallada (las murallas aún se conservan hoy en día) y sufrió numerosos asedios a lo largo de su historia. Cada vez que estallaba una guerra que enfrentaba a España con Francia, la localidad era la primera en ser atacada por los franceses. Los asedios militares que vivió la villa durante la historia fueron los siguientes:
- En 1280 tropas del rey francés Felipe III el Atrevido, ayudando a las tropas navarras en guerra con el rey castellano Alfonso X el Sabio, intentan tomar sin éxito la villa.
- En 1476 el rey Luis XI de Francia invade Guipúzcoa y pone Fuenterrabía bajo sitio. Es una operación en apoyo del rey portugués Alfonso V y a su mujer y candidata al trono de Castilla Juana la Beltraneja. La intervención de Fernando el Católico es decisiva para alejar las pretensiones francesas.
- En 1521 el rey de Navarra, Enrique II, intenta recuperar su reino con ayuda de Francia, arrebatado en 1512 por Fernando el Católico. Las tropas navarras toman, tras 12 días de asedio, la villa y el castillo de Fuenterrabía, el 18 de octubre de 1521. Posteriormente serían los castellanos quienes, al mando del Condestable de Castilla, Íñigo Fernández de Velasco y Mendoza, cercaron la fortaleza que capituló dos años y medio después, mediante negociación, tras la concesión de una amnistía por parte de Carlos I de España. En la defensa participaron miembros de importantes familias navarras.
- El 1 de julio de 1638 en el marco de la guerra de los Treinta Años, Fuenterrabía sufre su asedio más famoso, por parte de las tropas francesas del rey Luis XIII. Por la exitosa resistencia la ciudad recibe el título de «Muy noble, muy leal, muy valerosa y muy siempre fiel». El fin de este asedio es celebrado cada año por sus habitantes con el Alarde.
- En 1659 el Tratado de los Pirineos (o Paz de los Pirineos) fue firmado por las coronas de las monarquías española y francesa el 7 de noviembre en la Isla de los Faisanes sobre el río Bidasoa, en la frontera franco-española, para poner fin a un conflicto iniciado en 1635, durante la guerra de los Treinta Años. En 1959 se procedió en Fuenterrabía a la conmemoración del Tricentenario de dicha paz, para lo cual se montó una exposición monográfica en el castillo de Carlos V (hoy Parador Nacional). Para ello, se realizó la primera restauración de ese castillo, dirigida por el arquitecto Manuel Manzano-Monís, vinculado a Fuenterrabía por razones familiares.
- En 1719 durante la postguerra de la guerra de sucesión española.
- En 1794 es sitiada durante la guerra de la Convención.
- En 1836 la villa es atacada durante las guerras carlistas por un cuerpo expedicionario británico.

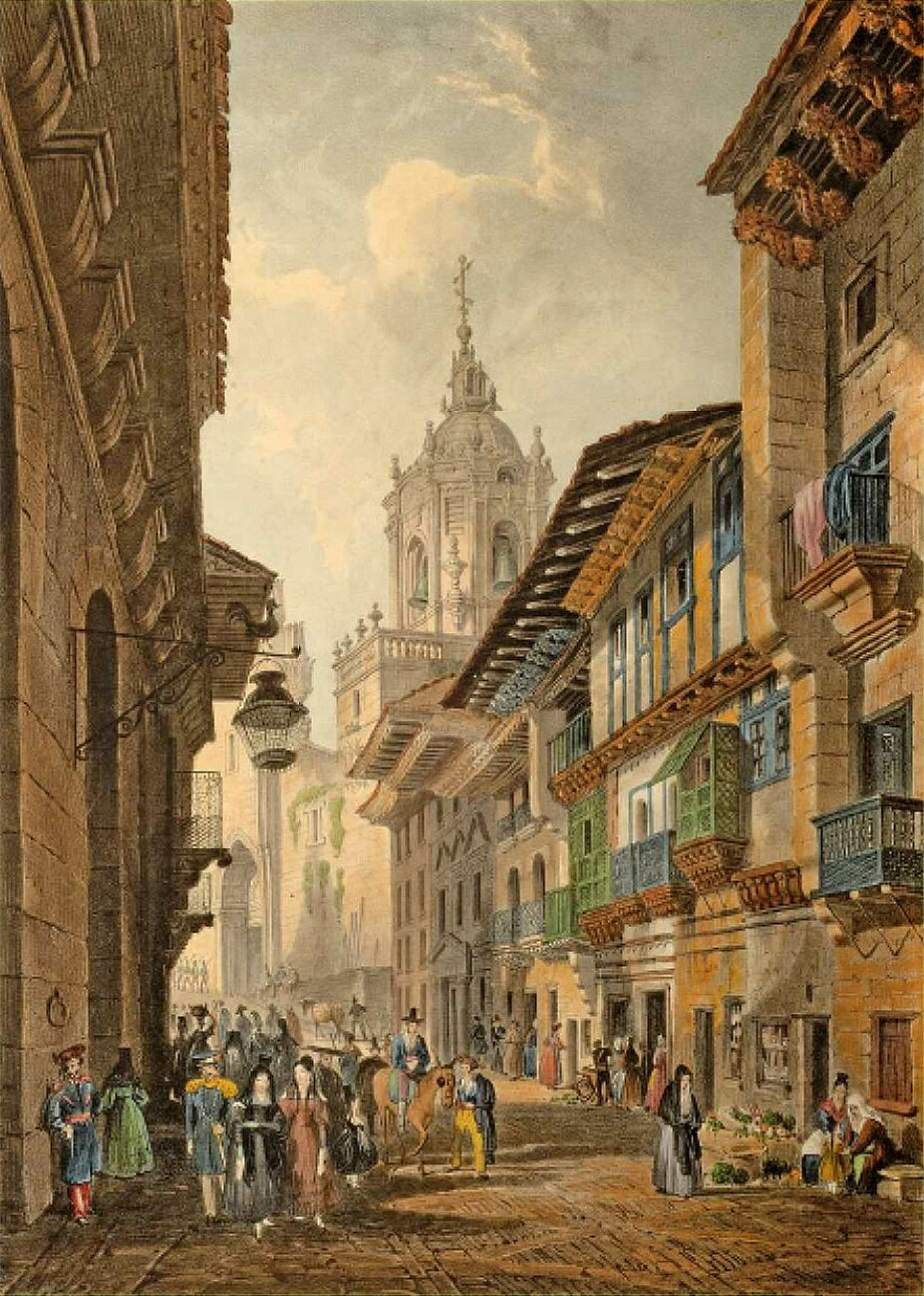
Calle Mayor en 1838. Grabado de Thomas Lyde Hornbrook

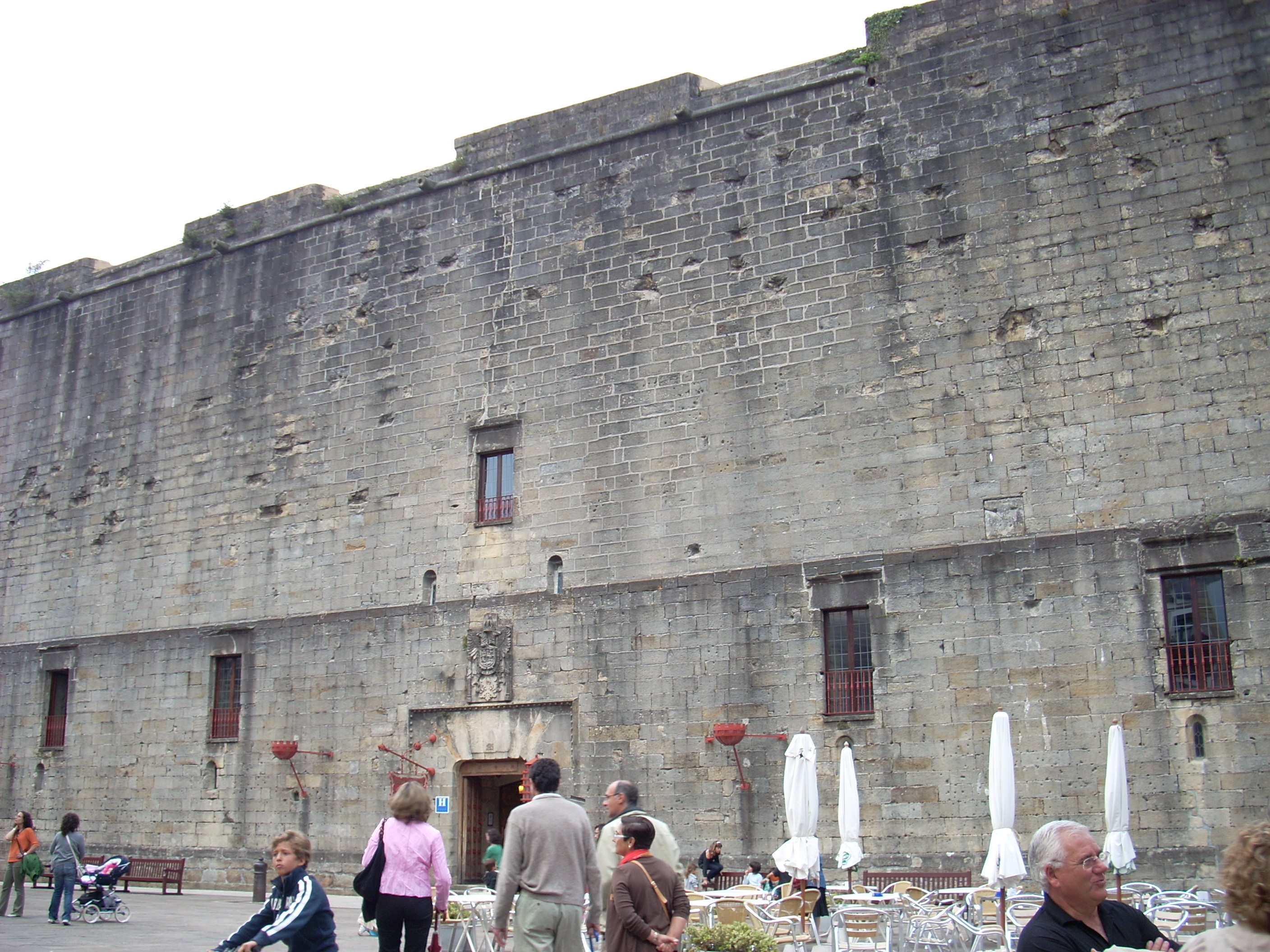
Parador de turismo

Otro acontecimiento digno de mención es el encuentro hispano-francés de 1660, durante el cual Felipe IV de España entregó a su hija María Teresa de Austria como esposa de Luis XIV de Francia. Como lugar neutral para el acto se eligió la llamada isla de los Faisanes, en medio del Bidasoa. El pintor Velázquez, que entonces tenía 60 años de edad, supervisó la preparación del recinto y regresó agotado a Madrid, falleciendo poco después.

## Economía
Fuenterrabía es actualmente una población de fuerte carácter residencial y turístico. El sector servicios tiene un gran peso en la economía local.

### Pesca
Fuenterrabía sigue teniendo un puerto pesquero activo, el de mayor importancia en Guipúzcoa junto con el de Guetaria, aunque el sector está sometido a una fuerte crisis desde hace décadas que hace que su importancia vaya decreciendo poco a poco. El peso de la pesca en la economía local va decreciendo también con el tiempo. Los puestos de trabajo ligados directamente a la mar rondan actualmente el 5 % del empleo en el municipio y se puede decir que la pesca tiene un peso similar en el conjunto de la economía local.
A principios de la década de 1990 Fuenterrabía contaba con una flota pesquera de cerca de 60 embarcaciones y más de 500 pescadores que desembarcaban anualmente 8000 toneladas de pescado en los muelles de la ciudad.
En 2004 la flota se había reducido a unas 35 embarcaciones, que empleaban directamente a algo más de 300 pescadores. La flota hondarribitarra está compuesta exclusivamente por barcos de bajura que se dividen entre embarcaciones de superficie que capturan chicharro, verdel, anchoa y túnidos mediante el arte del cerco y embarcaciones merluceras, dedicadas a la pesca artesanal de merluza, chicharro y bonito en la modalidad de pincho-caña y a la recogida de algas (Gelidium). El volumen de las capturas es variable según el año, en 2001 se desembarcaron en el puerto 9000 toneladas de pescado por valor de más de 13 millones de euros. Después siguieron varias campañas muy malas, recuperándose parcialmente en 2004 con la captura de más de 5000 toneladas de pescado por valor de 12 millones y medio de euros.
Antiguamente los barcos pesqueros de Fuenterrabía fondeaban en la bahía de Chingudi cerca del mismo corazón del pueblo y del muelle del barrio de La Marina. Actualmente, sin embargo, las actividades del puerto pesquero se han trasladado al denominado puerto refugio, ubicado en las inmediaciones del Cabo de Higuer y a cierta distancia del pueblo, cuyas instalaciones han sido ampliadas y modernizadas en los últimos años, para permitir que toda la actividad pesquera se concentrara aquí.
El puerto pesquero de Fuenterrabía se encuentra gestionado por la cofradía de Mareantes de San Pedro, cofradía de pescadores cuyo origen se remonta a 1321. Las instalaciones portuarias son modernas y cuentan con sala de subastas, cámaras frigoríficas, balanzas de pesaje, plataformas para la carga de camiones, fábrica de hielo, etc.

## Administración y política
| Periodo   | Nombre                       | Partido | Partido                                                      |
| --------- | ---------------------------- | ------- | ------------------------------------------------------------ |
| 1979-1994 | Alfonso Manuel Oronoz Alkain |         | Euzko Alderdi Jeltzalea-Partido Nacionalista Vasco (EAJ-PNV) |
| 1995-2006 | Borja Jáuregui Fuertes       |         | Euzko Alderdi Jeltzalea-Partido Nacionalista Vasco (EAJ-PNV) |
| 2006-2015 | Aitor Kerejeta Cid           |         | Euzko Alderdi Jeltzalea-Partido Nacionalista Vasco (EAJ-PNV) |
| 2015-2023 | Txomin Sagarzazu Ancisar     |         | Euzko Alderdi Jeltzalea-Partido Nacionalista Vasco (EAJ-PNV) |
| 2023-2027 | Igor Enparan Araneta         |         | Abotsanitz                                                   |

| Partido político                                              | 2023  | 2023       | 2019  | 2019       | 2015  | 2015       | 2011  | 2011       | 2007     | 2007       |
| Partido político                                              | %     | Concejales | %     | Concejales | %     | Concejales | %     | Concejales | %        | Concejales |
| Abotsanitz                                                    | 34,35 | 7          | 22,37 | 4          | 17,74 | 3          | —     | —          | —        | —          |
| Euzko Alderdi Jeltzalea-Partido Nacionalista Vasco (EAJ-PNV)  | 33,76 | 6          | 45,14 | 9          | 52,45 | 10         | 36,28 | 8          | 31,67    | 6          |
| Partido Socialista de Euskadi-Euskadiko Ezkerra (PSE-EE PSOE) | 13,28 | 2          | 12,77 | 2          | 9,96  | 1          | 9,66  | 2          | 9,42     | 2          |
| Euskal Herria Bildu (EH Bildu)-Bildu                          | 11,86 | 2          | 12,24 | 2          | 10,66 | 2          | 26,88 | 5          | —        | —          |
| Partido Popular del País Vasco (PP)                           | 4,67  | 0          | 4,83  | 0          | 5,25  | 1          | 7,98  | 1          | 7,29     | 1          |
| Vox                                                           | —     | —          | 0,86  | 0          | —     | —          | —     | —          | —        | —          |
| Hamaikabat (H1!)                                              | —     | —          | —     | —          | —     | —          | 8,52  | 1          | —        | —          |
| Ezker Batua-Berdeak (EB-B)                                    | —     | —          | —     | —          | —     | —          | 2,51  | 0          | 6,94     | 1          |
| Aralar                                                        | —     | —          | —     | —          | —     | —          | 4,98  | 0          | Con EB-B | Con EB-B   |
| Eusko Alkartasuna (EA)                                        | —     | —          | —     | —          | —     | —          | —     | —          | 21,38    | 4          |
| Eusko Abertzale Ekintza-Acción Nacionalista Vasca (EAE-ANV)   | —     | —          | —     | —          | —     | —          | —     | —          | 17,37    | 3          |

Alcaldes anteriores a 1979
- 1940-1941: Simón Munduate Maiza
- 1941-1958: Francisco de Sagarzazu y Sagarzazu
- 1959-1966: José Ramón Fdez de Casadevante Raguan
- 1967-1972: Pedro Aguinagalde Oyarzabal
- 1973-1977: Mercedes Iridoy Olascoaga
- 1977-1978: Jesús María Amunarriz Urrutia
- 1978-1979: José Manuel Garmendia Olascoaga

## Demografía
Fuenterrabía cuenta con una población de 16 929 habitantes (INE 2024).
| Gráfica de evolución demográfica de Fuenterrabía entre 1842 y 2021                                                  |
| |
| Población de derecho según los censos de población del INE Población de hecho según los censos de población del INE |

Si bien la población residente a lo largo de todo el año en Fuenterrabía es de unos 16 000 habitantes, en verano la población aumenta notablemente ya que es una localidad que cuenta con numerosas segundas residencias de veraneo.

## Cultura

### Patrimonio material
El casco histórico de Fuenterrabía está declarado como Conjunto Monumental. Se corresponde con el antiguo recinto amurallado de la villa. Todavía se conservan una parte importante de las murallas y baluartes que rodeaban el casco histórico de Fuenterrabía, así como las dos puertas de acceso a la plaza fuerte. En el interior del casco histórico, las calles forman un plano rectangular de calles empedradas y bellos edificios con balcones de hierro forjado. En lo alto del promontorio donde se ubica el casco histórico se halla el denominado castillo de Carlos V, junto a la plaza de Armas y la iglesia parroquial.

#### Arquitectura religiosa

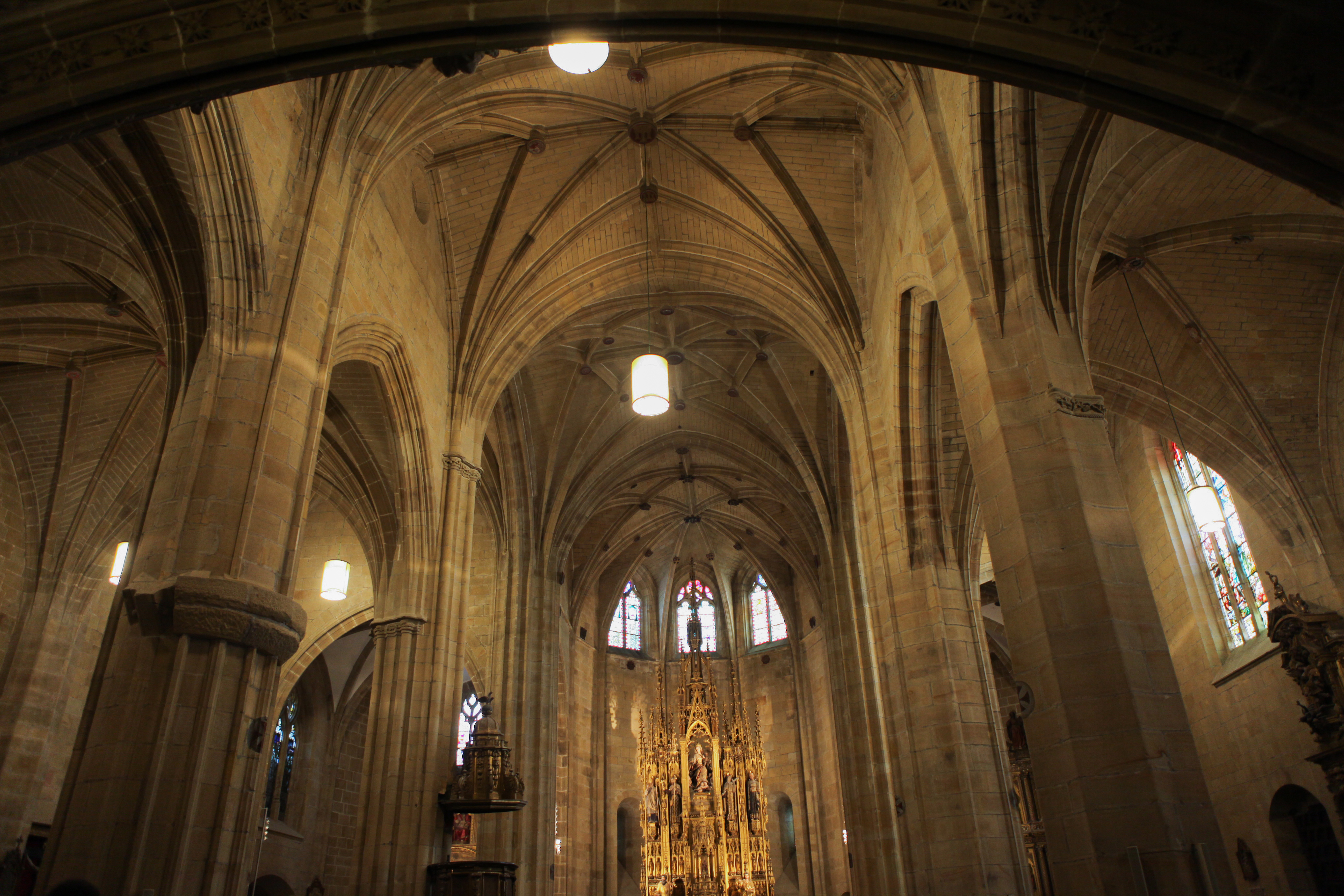
Iglesia de Nuestra Señora de la Asunción y del Manzano

- Iglesia parroquial de Santa María de la Asunción y del Manzano: situada en el corazón del casco histórico. Se trata de una iglesia de estilo gótico con añadidos renacentistas y una asombrosa torre barroca. Su construcción se inició en 1474 y la iglesia se consagró en 1549. La torre de la iglesia que domina el paisaje de Fuenterrabía fue construida a principios del siglo XVIII por Francisco de Ibero. En su decoración interior destaca un mural, Subida de Cristo al Calvario, pintado por el artista local José Echena hacia 1882. En el interior de la iglesia hay además un pequeño museo. Está declarada como monumento por el gobierno vasco.
- Santuario de Nuestra Señora de Guadalupe: la ermita de Guadalupe se encuentra a media subida del monte Jaizkíbel. La actual construcción data de finales del siglo XVIII, aunque un edificio anterior fue edificado ya en el siglo XVI. En el santuario se venera la imagen de la Virgen de Guadalupe, patrona de la ciudad. La historia de la ermita está ligada a la tradición de la ciudad y a su festividad más conocida, el Alarde.
- Ermita de Santa Engracia: situada 300 m al sudoeste del casco histórico de Fuenterrabía, dispone de un pequeño atrio cubierto con una estructura de viguería de madera.
- Ermita de Santa Bárbara: situada en el monte Jaizkíbel, en las proximidades del Santuario de Nuestra Señora de Guadalupe. Forma parte de un Vía Crucis, cuyo calvario, dotado de tres grandes cruces de piedra, se sitúa frente a la ermita.

#### Arquitectura civil

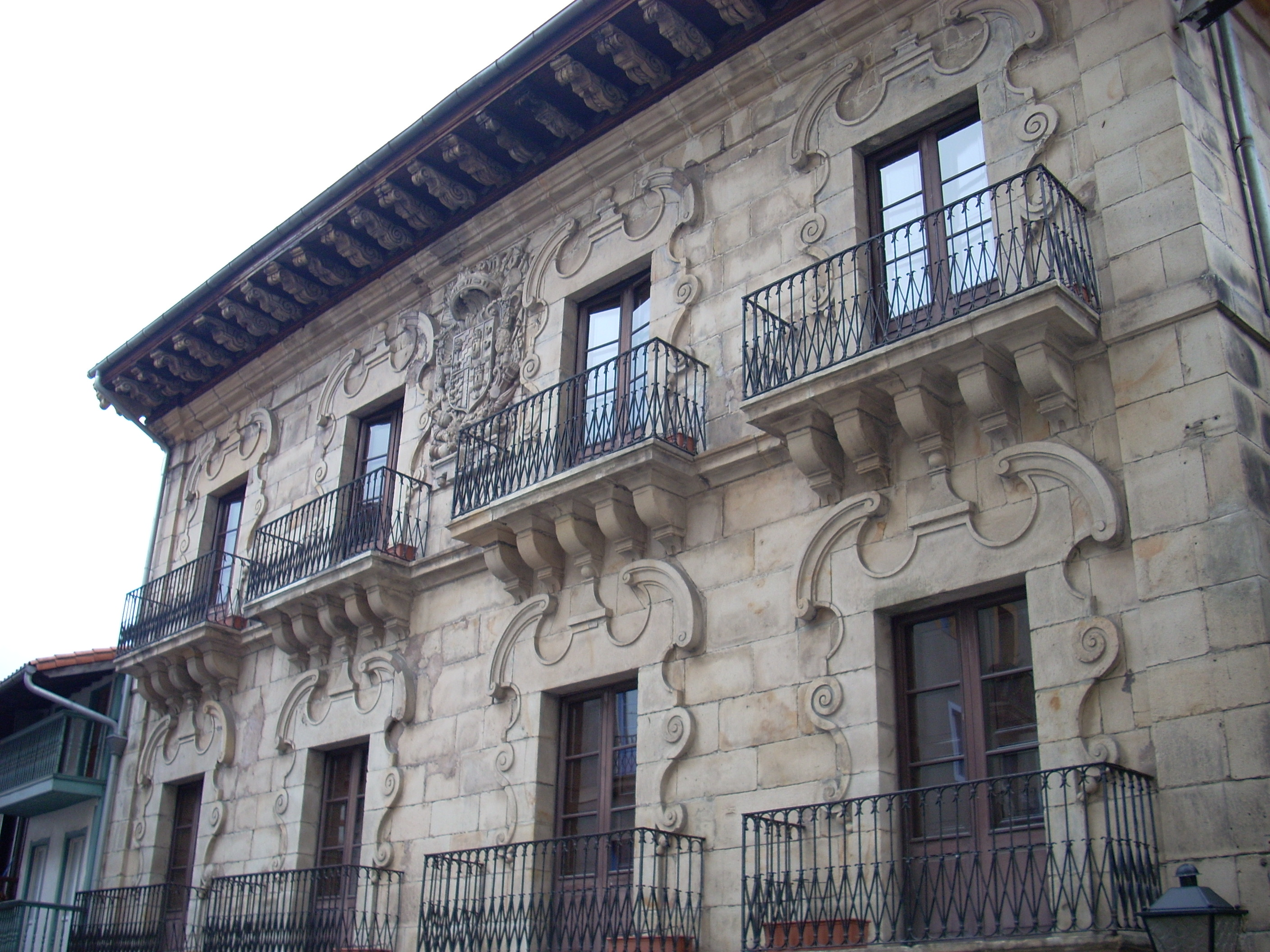
Palacio de Zuloaga, calle Mayor

Dentro del casco histórico se han conservado varias edificaciones de interés:
- Palacio de Zuloaga: es un palacio urbano situado en el casco histórico. La mayor parte del palacio es del siglo XVIII. Alberga la biblioteca municipal y el archivo histórico. Está declarado como monumento histórico.
- Casa Mugaretenea: es una casa renacentista realizada en sillería de arenisca a mediados del siglo XVI.
- Palacio Eguiluz, también conocido como Casa de Juana la Loca. Data probablemente del siglo XVII, aunque existe una leyenda que lo dota de mayor antigüedad y afirma que Juana la Loca y Felipe el Hermoso se hospedaron en este palacio durante su viaje de Flandes a Castilla.
- Casa Casadevante, de estilo barroco, construida en el siglo XVIII.
- Casa consistorial, de estilo barroco, construida entre 1731 y 1740.
- Palacio Ramery, en la calle Pampinot, sede actual de la Fundación Arma Plaza y de otras instituciones culturales.

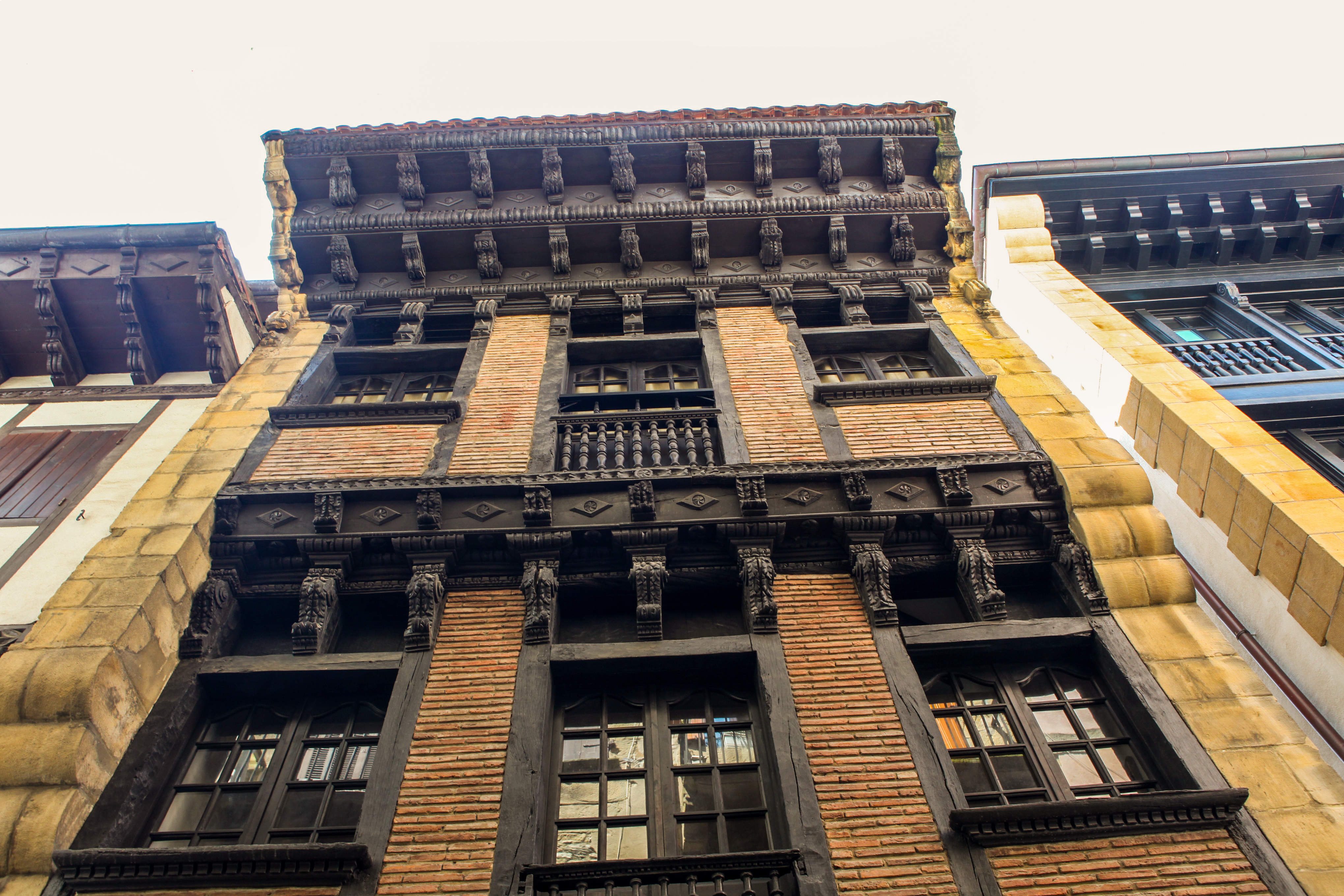
Fachada principal del palacio Ramery en la calle Pampinot, sede de Arma Plaza Fundazioa

#### Arquitectura defensiva

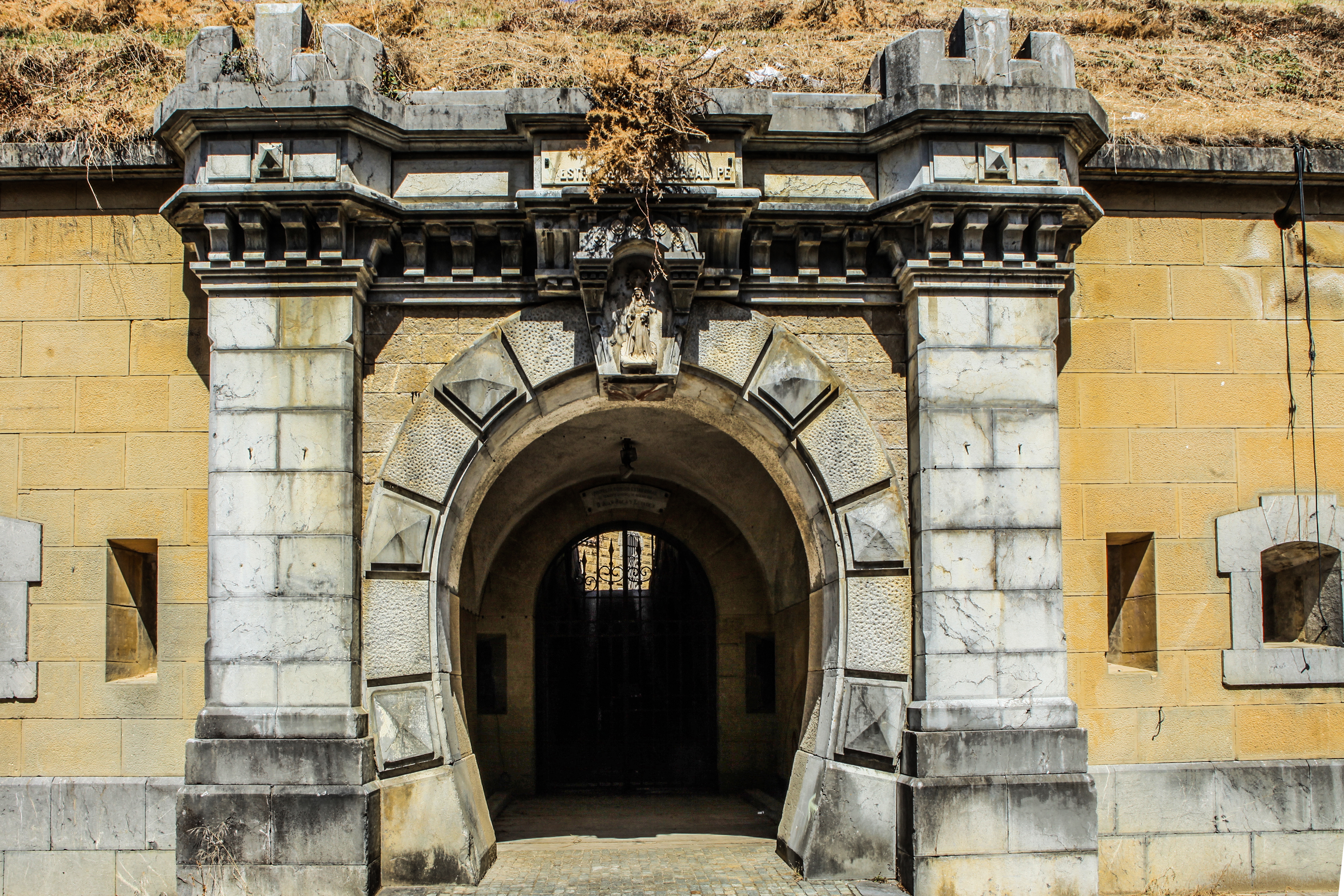
Fuerte de Nuestra Señora de Guadalupe, puerta principal

- Las murallas de la villa (siglos XVI-XVII) que rodean el casco histórico monumental. Pertenecen al sistema de fortificación abaluartado. Se conservan cuatro baluartes: de San Nicolás, de la Reina (este último parcialmente reconstruido), de San Felipe y de Santiago, ambos conservados parcialmente. También se pueden observar las enormes cortinas que unen los baluartes de San Felipe y de la Reina, así como la que une este último con el de San Nicolás. Son de gran interés el cubo de Santa María, parcialmente conservado en las proximidades de la principal puerta de acceso al recinto murado que lleva la misma denominación. Asimismo se conserva la puerta de San Nicolás, situada cerca del baluarte de la misma denominación. El resto de las fortificaciones que rodeaban la ciudad fueron voladas en 1794 a causa de la guerra de la Convención. Fuenterrabía disponía también de fortificaciones exteriores (principalmente dos revellines) de los que se conservan únicamente algunos vestigios de uno de ellos, denominado de San Nicolás. De las murallas medievales solo se conservan estructuras muy limitadas y en su mayor parte modificadas. Abandonadas tras la pérdida de su función militar, las fortificaciones de Fuenterrabía comenzaron a ser recuperadas y restauradas junto con el resto del casco amurallado a partir de la década de los años 60 gracias a la decidida intervención del arquitecto Manuel Manzano Monís. Con la reconstrucción del Baluarte de la Reina dio comienzo el largo proceso de recuperación de las fortificaciones que continúa hasta hoy en día.[17] Su intervención en el Baluarte de la Reina fue completada en 2006 por los arquitectos Manuel Íñiguez y Alberto Ustárroz, que recuperaron los espacios interiores del baluarte y sacaron a la luz las estructuras defesivas anteriores que hoy en día pueden verse en las capas arqueológicas de las dos plazas laterales. A esta intervención le siguieron la restauración de la cortina Sur y del lienzo Oeste (también por los arquitectos M. Íñiguez y A. Ustárroz) en la que se recuperó la presencia del portal de San Nicolás y el severo remate horizontal del antepecho y de las tronesas que caracteriza a este tipo de fortificaciones.[18]
- Castillo de Carlos V (parador). Es uno de los edificios más significativos de la ciudad. Se trata de una fortaleza de planta rectangular construida en la Edad Media en la parte más alta del promontorio donde se situaba Fuenterrabía. El nombre que lleva se debe a que fue ampliada durante el reinado del emperador Carlos V, del que se dice que se hospedó en este castillo-palacio. En 1968 fue rehabilitado y transformado en Parador nacional, función que sigue cumpliendo en la actualidad, siendo el único de esta red de hoteles estatales que se ubica en la provincia de Guipúzcoa.
- Puerta de Santa María, principal del recinto murado hasta que en el siglo XVII se construyó el revellín de San Felipe, quedando en un segundo plano. Ostenta un escudo de la villa tallado en piedra arenisca trasladado de un convento.
- Puerta de San Nicolás, abierta en la cortina que une los baluartes de La Reina y de San Nicolás, cerca de esta última. Cerrada durante varios siglos, fue abierta nuevamente a finales del siglo XX, haciéndola operativa mediante la construcción de una pasarela peatonal que la unen con las estructuras que aún perviven del revellín de San Nicolás. A principios del siglo XXI fue restaurada, recuperando parte del volumen perdido.
- Castillo de San Telmo: construido en el siglo XVI en un acantilado junto al cabo Higuer para defender la entrada del río Bidasoa de los ataques corsarios. Consta de una batería de artillería y varios edificios cerrados por un muro en el que destacan dos garitones y las armas reales bajo las que se lee la siguiente leyenda: «Philipus II hisp inidar Q rex / ad reprimenda pirratarum latrocinia / hoc san termi castellum exittuere mandanit / anno dom MDXVVIII / siendo don Juan Velázquez capn gen de esta proa». Fue reformado en el siglo XVIII y actualmente es una residencia privada.

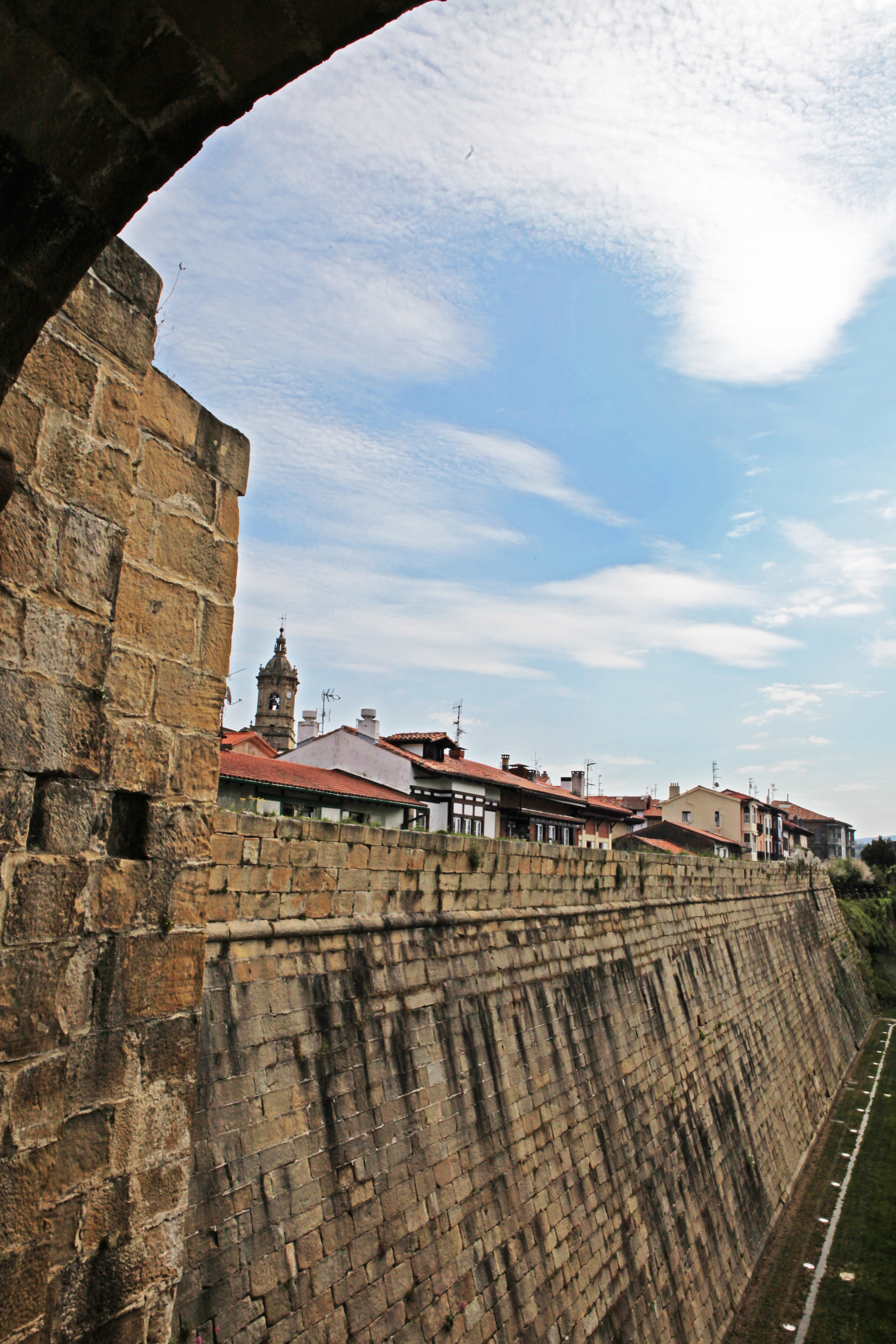
Cortina que une los baluartes de San Felipe y de la Reina. Fotografía tomada desde este último

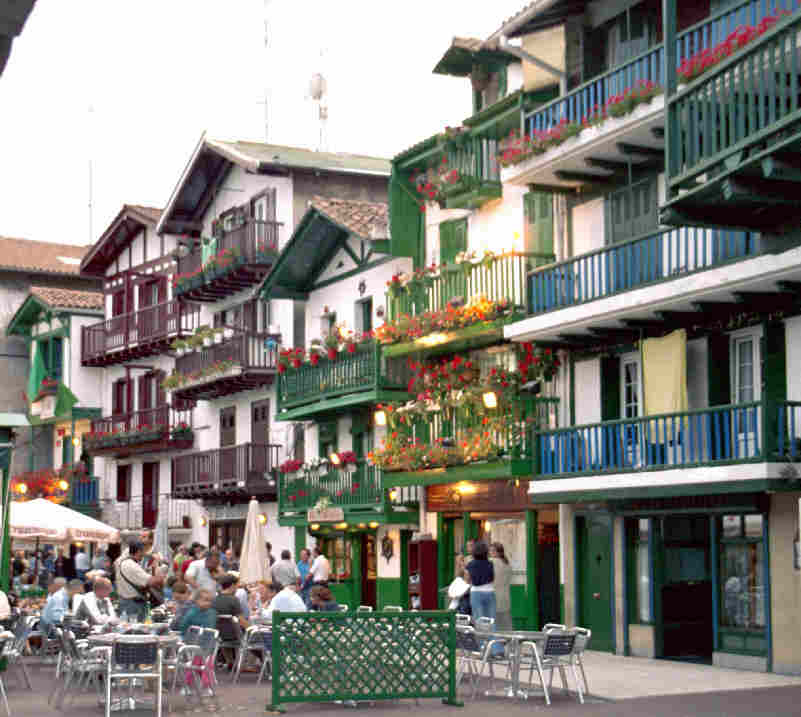
Casas en el barrio de la Marina, calle de San Pedro

- Fuerte de Nuestra Señora de Guadalupe: construido en 1900 en el monte Jaizquíbel, cerca del santuario de Guadalupe, formando parte del Campo atrincherado de Oyarzun, del que constituiría el fuerte más poderoso. Es un fuerte de tipo poligonal (dispone de un foso defendido por caponeras), preparado para albergar hasta 69 piezas de artillería y una guarnición de 750 soldados. Fue adquirido por el ayuntamiento en 1996. Sirvió asimismo como prisión militar y como campamento de instrucción de reclutas (décadas de 1940 y 1950). Actualmente es visitable durante el verano y, bajo inscripción, durante todo el año. Está declarado como Bien cultural inventariado con la categoría de conjunto monumental. También está incorporado en la protección de la ruta costera del Camino de Santiago.
- Torreones del monte Jaizquíbel: dos de ellos se hallan dentro del municipio de Fuenterrabía. Fueron construidos por las tropas liberales al final de la última guerra carlista.
- Fuerte de San Enrique: situado en la cima del monte Jaizquíbel. Data de la última guerra carlista. Tiene planta rectangular defendida por cuatro baterías de flanqueo.
- Fortificación Vallespín: realizada entre 1939 y 1940, dentro del término municipal de Fuenterrabía se encuentran parte de las obras de la Organización Defensiva de Gaintxurizketa, incluyendo el puesto de mando. En parte fue destruida por la ampliación de la actual carretera GI 636, pero pervive todavía parte de la misma, incluyendo diversos búnkeres y varios centenares de metros de galerías subterráneas.
- Organización Defensiva de los Pirineos, también conocida como Línea P. Fuenterrabía posee un centenar de búnkeres pertenecientes a los centros de resistencia Guadalupe, Gaintxurizketa y Anaka, los dos últimos de forma parcial.
- Defensa del cabo de Higuer: formada inicialmente por media docena de emplazamientos para ametralladora y cañones antilancha. Actualmente se conservan gran parte de los mismos, estando provistos de abrigos para la tropa vinculada a las obras.
- Defensa contracarro del sector de Irún: construida en el entorno de la década de 1950, se conservan aún algunos grandes búnkeres, si bien muchos de ellos han desaparecido conforme se ha procedido a la urbanización del territorio.

#### Arquitectura popular
El barrio de la Marina o del Puerto, es el antiguo arrabal de la Magdalena, que estaba situado extramuros. Era el tradicional barrio de pescadores. Lo más destacado de este barrio son sus casas tradicionales, provistas de balcones de madera que actualmente se pintan de colores llamativos (los mismos que el casco de los barcos pesqueros) y se adornan con numerosas flores.

### Patrimonio inmaterial

##### Alarde
Las principales fiestas de Fuenterrabía se celebran del 7 al 11 de septiembre coincidiendo con la festividad de la Virgen de Guadalupe (8 de septiembre), patrona de la ciudad.
El Alarde de Fuenterrabía, que se celebra cada 8 de septiembre desde el año 1639, es, en esencia, la renovación anual del voto que se hizo a la Virgen de Guadalupe en agradecimiento por la liberación del asedio al que la ciudad fue sometida en el año 1638, en el marco bélico de la guerra de los Treinta Años, tras un cerco francés de 69 días.
Este voto no se limita sólo al Alarde, sino que se inicia con la novena a la Virgen de Guadalupe y culmina el día 10 con el acto religioso en memoria de todos aquellos que fallecieron en el asedio. Dichas celebraciones constituyen una manifestación cultural hondamente sentida y vivida por el pueblo de Fuenterrabía.
El orden en el que marchan las diferentes Unidades y Compañías en el Alarde, así como sus Mandos y el Cabildo Eclesiástico, es el siguiente: Escuadra de Hacheros, Tamborrada, Banda de música, Burgomaestre, Cornetín de Órdenes, Ayudantes del Burgomaestre, Escolta de Caballería, Comandante del Batallón. Las Compañías de Infantería por el siguiente orden: Jaizubia, Arkoll, Akartegi, Pueblo, Montaña, Semisarga, Kosta, Gora Ama Guadalupekoa, Ama Guadalupekoa, Gora Gazteak, Beti Gazte, Gora Arrantzale Gazteak, Mixta, Mendelu, Olearso, Done Pedro Itsas Gizonen Kofradia, Batería de Artillería y Cabildo Eclesiástico.
El Alarde tradicional es actualmente una organización popular privada que toma forma jurídica de Fundación.

##### Otras fiestas
- En Semana Santa se realiza una procesión de Viernes Santo por las calles del casco antiguo. Esta procesión se llama procesión del Silencio y es una de las pocas procesiones de Semana Santa que se conservan en la provincia de Guipúzcoa.
- El segundo domingo de junio se celebra su popular mercado medieval.
- El 29 de junio se celebra la fiesta del PIAUN, centrado en la música dance.
- El 25 de julio, festividad de Santiago Apóstol, se celebra la procesión denominada Kutxa Eguna, 'Día del Cofre', que celebra la toma de posesión de los cargos de la cofradía de Mareantes de San Pedro (cofradía de pescadores de Fuenterrabía) que son renovados cada cuatrienio el 29 de junio. La procesión que sale desde la sede de la cofradía situada en el barrio de La Marina y que va hasta la iglesia parroquial de Nuestra Señora de la Asunción y el Manzano, situado en la calle Mayor de la parte vieja de la ciudad, está formada en primer lugar por una docena de remeros integrada por cofrades jóvenes (normalmente txotxuas, 'marmitones'), vestidos con chaqueta roja y chapela negra, seguida por una joven que lleva sobre su cabeza un cofre (en euskera: kutxa), que contiene las Actas del año en curso y diversa documentación de la cofradía, seguida a su vez por un grupo numeroso de gente formada por los cargos de la cofradía; invitados de la cofradía si los hubiera; patrones de cada barco adscrito a la cofradía, así como un marinero en representación de la tripulación de cada barco, todos bien vestidos y con chapela negra. Después de una misa y a la vuelta al barrio de La Marina; en la sede de la cofradía, la joven de la kutxa da vueltas sobre sí misma con dicha kutxa en la cabeza, tanta veces como pueda, ya que según la tradición, cuantas más vueltas dé mejor serán las pescas del año siguiente. Actualmente los cargos son renovados cada cuatro años, pero la procesión es anual.
- El 15 de agosto se celebran las fiestas del barrio de Jaizubia por la festividad de la Asunción.
- El 5 de octubre son las fiestas del barrio de Amute (San Francisco de Asís).

En el casco histórico de la ciudad se ha rehabilitado el antiguo polvorín que databa del siglo XVII. En la plaza de armas se encuentra un centro de interpretación de la ciudad amurallada, gestionado por Arma Plaza Fundazioa que funciona también como oficina de información turística y tienda de venta de recuerdos de la ciudad.

#### Gastronomía

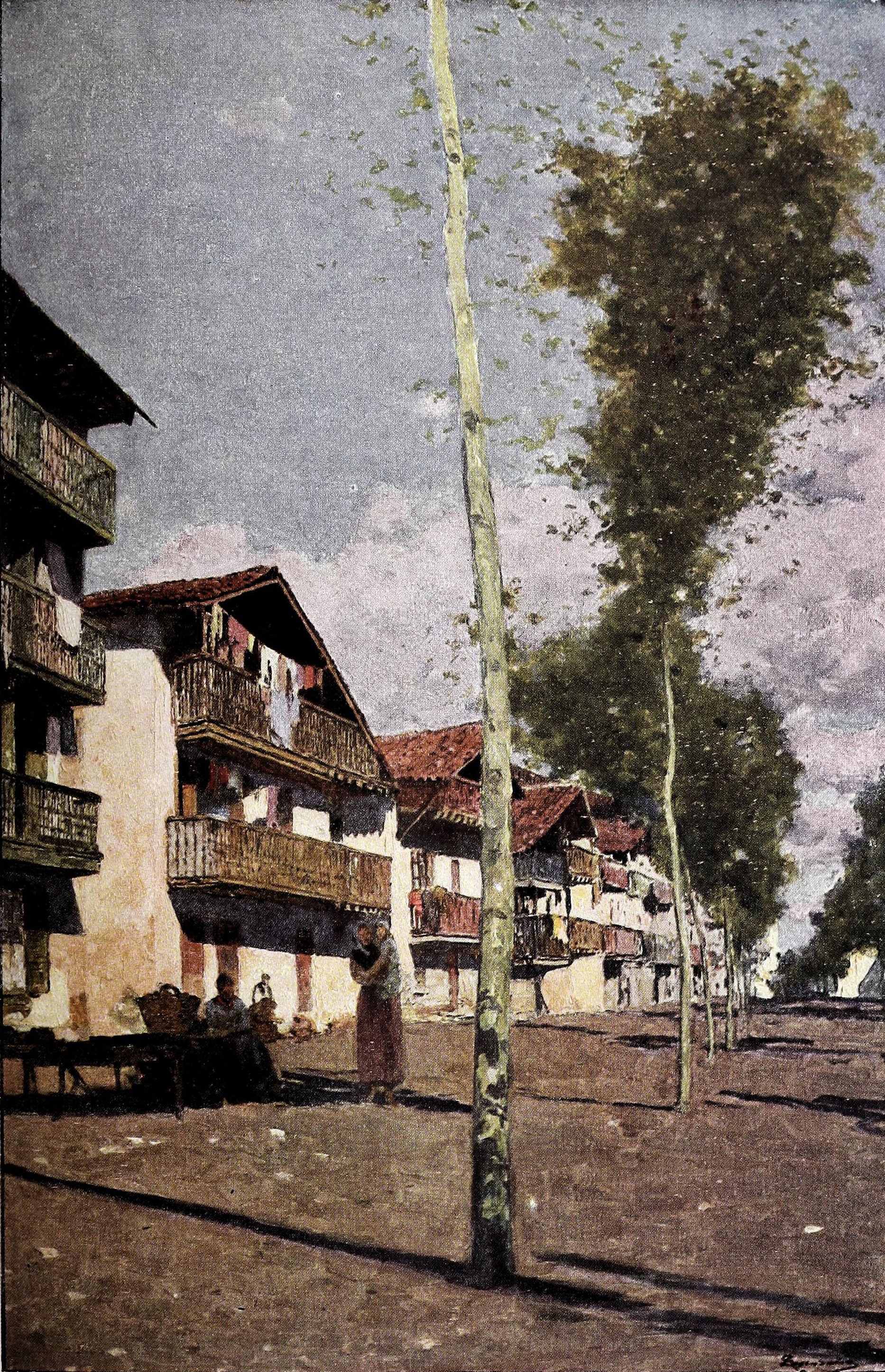
Pintura de una calle de la localidad, por Avendaño (1906)

Es tradición que el 25 de abril (Día de San Marcos) las madrinas obsequien a sus ahijados con una opilla de San Marcos (pastel de bizcocho con huevos duros), tradición que se repite en otros municipios próximos.

#### Deporte
El equipo de baloncesto femenino Txingudi SBE y el club de remo Hondarribia Arraun Elkartea son los dos clubes deportivos de mayor prestigio de la localidad. En la última década el judo con el Club Ama Guadalupekoa ha tenido una gran cantidad de medallistas nacionales en esta disciplina, así como en lucha.
El Hondarribia-Irun milita en la Liga española de baloncesto femenino desde el año 2003, habiéndose clasificado en varias ocasiones para la disputa de competiciones europeas.
Fuenterrabía cuenta con un equipo de remo de traineras, Hondarribia Arraun Elkartea, siendo su trainera la Ama Guadalupekoa, de color verde. En el año 2005 ganó la Bandera de la Concha, una de las más prestigiosas competiciones del remo vasco. Y en 2006 vencedor de la liga San Miguel.

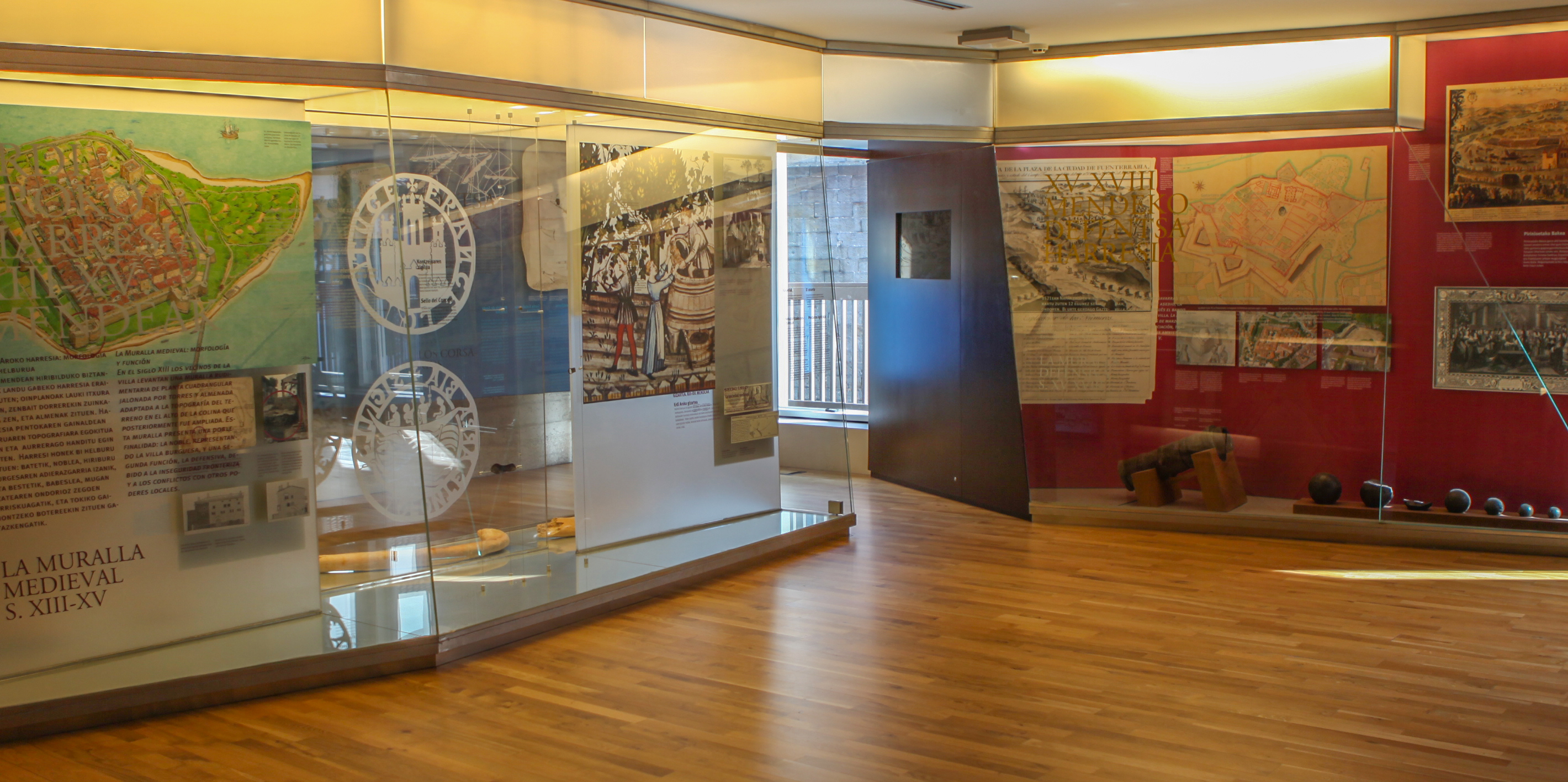
Centro de interpretación de las murallas de Fuenterrabía

Fuenterrabía cuenta con un campo de golf, en el que se creció el gran jugador hondarribitarra José María Olazábal, que es uno de los mejores golfistas del mundo, polideportivo, frontón cubierto y con un puerto deportivo, donde dio sus primeros paseos en barco el medallista olímpico en Atenas Iker Martínez.

#### Ocio
- La playa de Fuenterrabía es muy amplia, fruto de la construcción de un espigón y otras obras accesorias por parte del ingeniero Iribarren. A finales del siglo XX la playa inicialmente formada, de gran extensión, fue parcialmente modificada, construyéndose en su entorno un puerto recreativo y un polideportivo.
- Durante todo el año, pero especialmente en los meses de verano, Arma Plaza Fundazioa (fundación municipal) organiza visitas guiadas al casco histórico, al puerto-barrio de la Marina y al fuerte de Guadalupe.
- La oficina de turismo, gestionada también por Arma Plaza Fundazioa, se encuentra en la plaza de Armas, incorporando un centro de interpretación de las fortificaciones, así como espacios para proyección de audiovisuales/sala de exposiciones temporales y venta de recuerdos de la ciudad.

## Ciudad hermanada
- Peñíscola, España (1997)